# Orges (Svizzera)
Orges (toponimo francese) è un comune svizzero di 292 abitanti del Canton Vaud, nel distretto del Jura-Nord vaudois.

## Geografia fisica
Orges è un comune svizzero situato nel Canton Vaud, nella regione del Jura-Nord vaudois, a circa 560 metri sul livello del mare. Il territorio si estende per 4,02 km² ed è caratterizzato da un paesaggio collinare con dolci pendii e vaste aree rurali. Il punto più alto è il monte Miriau, che raggiunge i 616 metri di altitudine, offrendo una vista panoramica sulla regione circostante.
L’area è prevalentemente agricola, con campi coltivati e pascoli che si alternano a boschi e piccole aree residenziali. Il comune è situato tra due valli fluviali, quella dell’Arnon a nord e quella della Brine a sud, che contribuiscono al drenaggio delle acque verso il Lago di Neuchâtel. Il paesaggio è tipico della regione del Giura vaudois, con un equilibrio tra natura e attività agricole, offrendo un ambiente tranquillo e pittoresco.

## Storia
Il comune di Orges è stato istituito nel 1849 per scorporo da quello di Vugelles-La Mothe.

## Società

### Evoluzione demografica
L'evoluzione demografica è riportata nella seguente tabella:
Abitanti censiti

## Amministrazione
Ogni famiglia originaria del luogo fa parte del cosiddetto comune patriziale e ha la responsabilità della manutenzione di ogni bene ricadente all'interno dei confini del comune.